# Филарете, Антонио
 Анто́нио Филаре́те, Антонио ди Пьетро Аверлино да Фиренце, по прозванию Филарете (итал. Antonio di Pietro Averlino da Firenze, o Averulino, detto il Filarete; ок. 1400, Флоренция — 1469, Рим) — итальянский архитектор, скульптор, медальер, теоретик архитектуры эпохи Возрождения периода кватроченто. Он сыграл важную роль в разработке концепций градостроительства эпохи Возрождения и, в частности, «идеального города» Сфорцинда. Прозвание, под которым он в основном известен, выбранное им самим в зрелом возрасте, означает «Тот, кто любит добродетели» (др.-греч. ἀρετή — добродетель, доблесть, достоинство).

## Биография

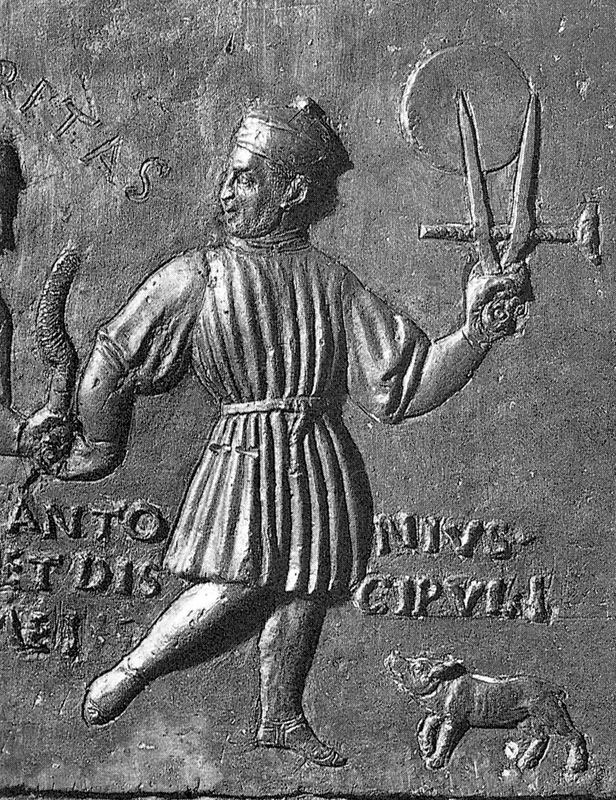
Двери Филарете. Автопортрет. Между 1433 и 1445. Медь. Собор Святого Петра, Рим

Местом рождения Филарете, видимо, следует считать Флоренцию, а учителем — Лоренцо Гиберти, в мастерской которого, изучая технику литья из бронзы, Филарете участвовал в работе над северными вратами флорентийского Баптистерия. Они были завершены в 1424 году (предположительно именно Гиберти дал ему прозвание «Любитель добродетелей»).
Около 1433 года Антонио переехал в Рим, где папа Евгений IV поручил ему создать бронзовые дверные молотки для центральной двери старой (впоследствии разрушенной) базилики Святого Петра. Центральная дверь нового собора Святого Петра, именуемая Филаретовой, сохранилась со времён первой базилики Константина Великого. Деревянные створки, обитые медью с рельефными клеймами, созданы между 1433 и 1445 годами Антонио Филарете. На панелях вверху изображены: слева — Христос на троне, справа — Дева Мария на престоле; на центральных панелях — святые Пётр и Павел. Нижние панели представляют мученическую кончину этих апостолов.
Также в Риме он изготовил маленькую бронзовую копию античной конной статуи Марка Аврелия, которая сейчас хранится в Скульптурном собрании в Дрездене. Статуя была подарена самим Филарете Пьеро ди Козимо Медичи, отцу Лоренцо Великолепного.
Между 1447 и 1448 годами Антонио Филарете покинул Рим после злоключений по обвинению в краже, путешествовал и работал в разных городах: во Флоренции и Ареццо в 1458 году и в следующем году в Венеции. В 1449 году он, вероятно, был в Бассано-дель-Граппа (область Венето), где муниципалитет поручил ему изготовить драгоценный процессуальный крест. Филарете был искусным ювелиром и медальером. Он также работал над собором в Бергамо.
По приглашению Франческо I Сфорца Филарете перебрался в Милан, где разработал проект Оспедале Маджоре (1457—1465), здания, в облике которого сочетаются черты ломбардской готики и флорентийского ренессанса (считается, что такое сочетание проявилось в большей степени после работы преемника Филарете с 1465 года — Гвинифорте Солари).
Антонио Филарете работал на строительстве замка Сфорца (Castello Sforzesco) в Милане, но ему так и не удалось полностью утвердиться в качестве архитектора, несмотря на поддержку герцога, из-за конкуренции со стороны ломбардских архитекторов во главе с Гвинифорте Солари. Однако он спроектировал и построил центральную башню замка, которая так и называется: Башня Филарете (la torre del Filarete). В 1466 году Антонио вернулся во Флоренцию. Мало что известно о его последних годах. Существует гипотеза о его поездке на Восток и о его смерти в Константинополе, хотя известно, что он умер в Риме. Его захоронение находится в базилике Санта-Мария-сопра-Минерва.

## «Трактат об архитектуре»

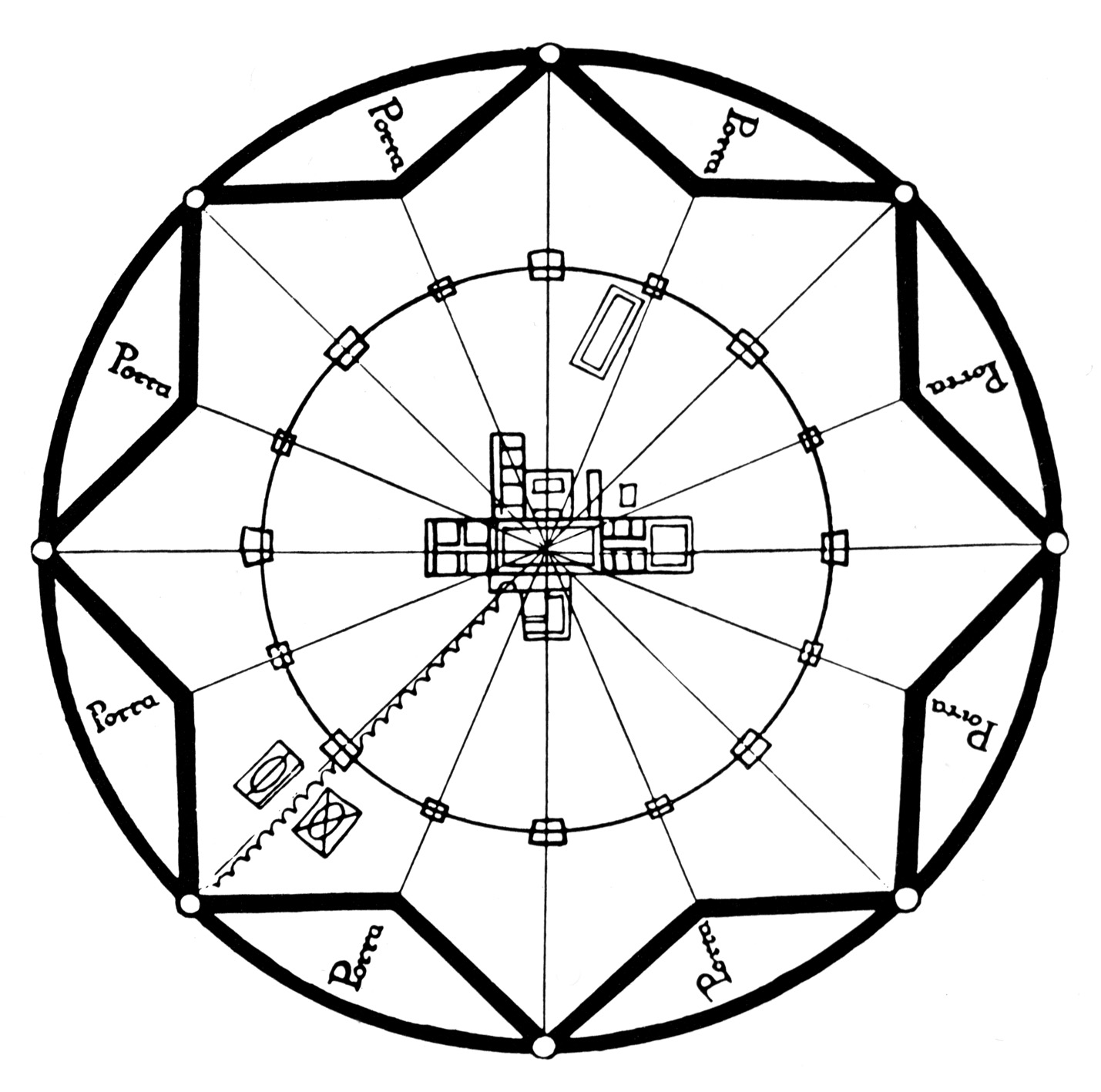
Проект идеального города Сфорцинда

Около 1465 года в Милане Филарете завершил свой обширный труд: «Трактат об архитектуре» (итал.  Il Trattato di Architettura) в 25-ти книгах. Вскоре после этого он впал в немилость у миланских властей, поскольку критически оценил в своей книге ломбардскую готику.
Большая часть трактата построена в форме диалога между герцогом и архитектором, и посвящена детальному описанию идеального города Сфорцинда, названному не без лести по имени Франческо Сфорца. Утопический город окружён мощной крепостной стеной, имеет правильную форму восьмиугольной звезды и противостоит хаотической средневековой застройке. Башни высятся в вершинах каждого из восьми лучей этой звезды; из центра к ним тянутся проспекты. Город связан с внешним миром через систему каналов. В центре Сфорцинды находится главная площадь с собором. Проект Филарете насыщен астрологическими выкладками.
Трактат показывает знание автором классического сочинения Витрувия «Десять книг об архитектуре» (лат. De architectura libri decem) и трактата Леона Баттисты Альберти «Десять книг о зодчестве» (De re aedificatoria; 1444—1452), которые он многократно цитирует и даже критикует. Трактат долго оставался в виде рукописи, тем не менее, получил широкое распространение, особенно в Ломбардии. Он был напечатан только в 1894 году. Сочинение Филарете представляет собой полный свод архитектурных знаний того времени и утопических идей эпохи Возрождения. В трактате Филарете также высоко оценил творчество своего флорентийского современника Филиппо Брунеллески, сравнив его с античным мастером Дедалом.

## Галерея

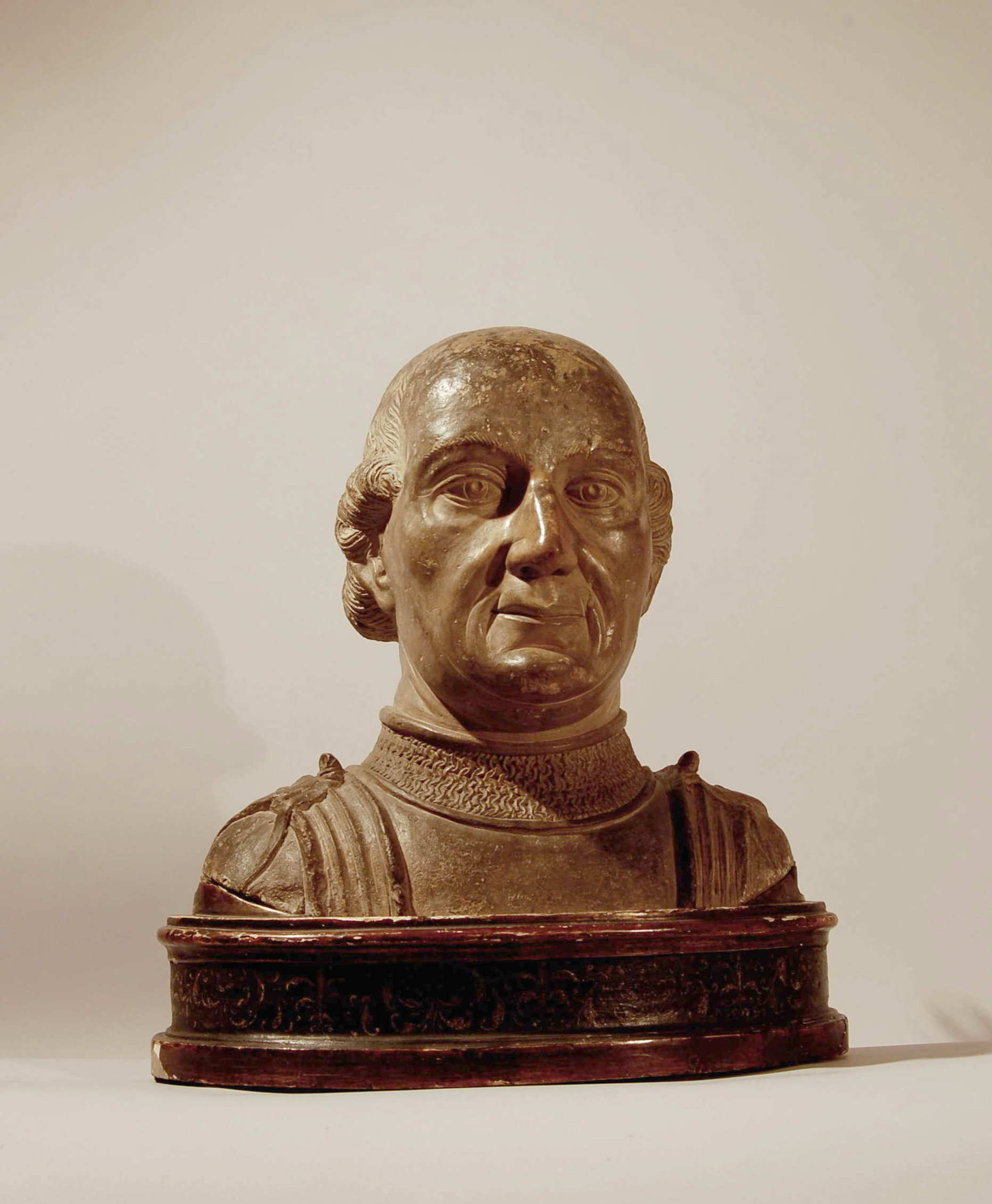
Портрет Франческо Сфорца. Терракота (?). Частное собрание
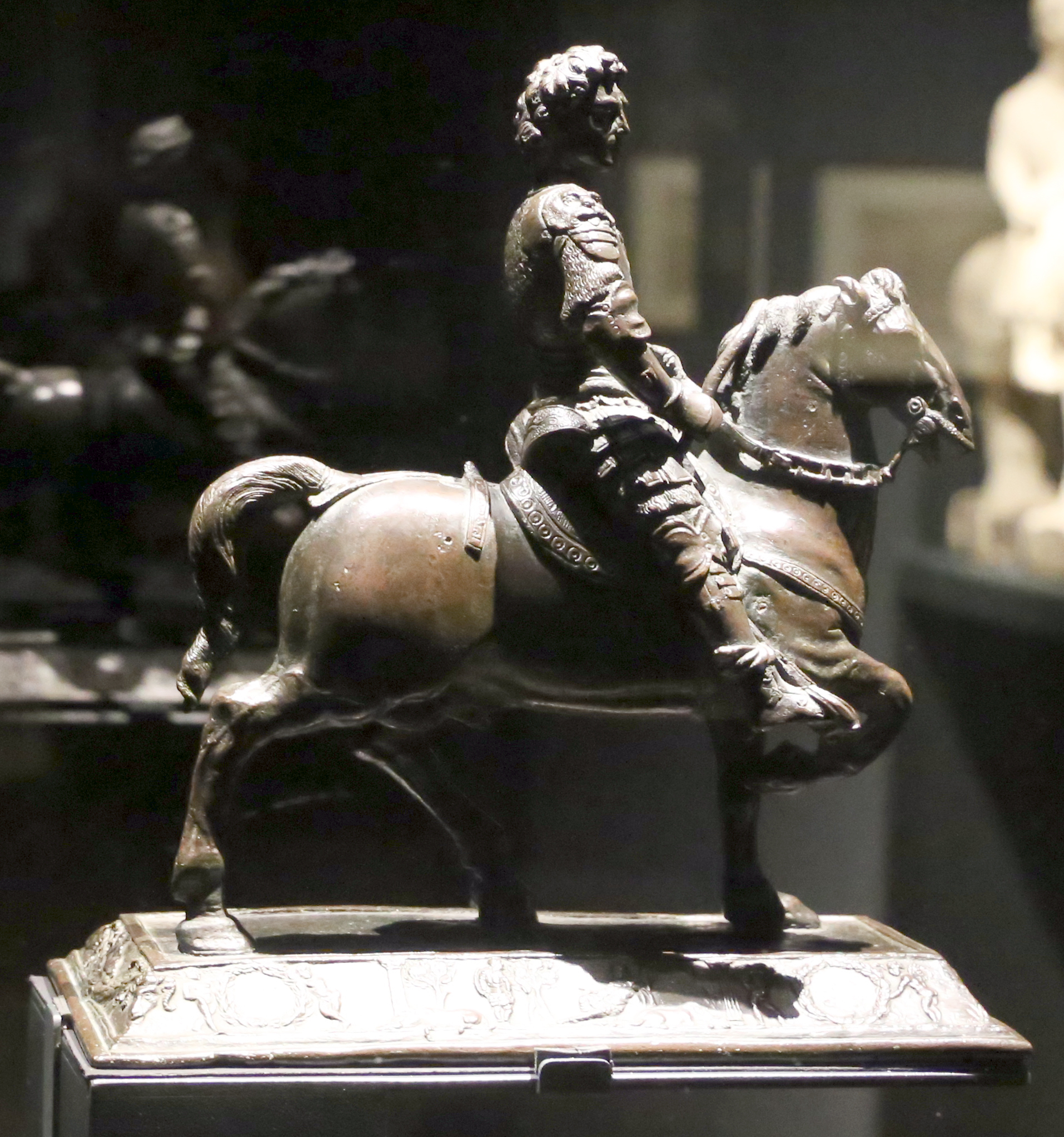
Кавалло (конная статуэтка). 1456. Бронза. Палаццо Диаманти, Феррара
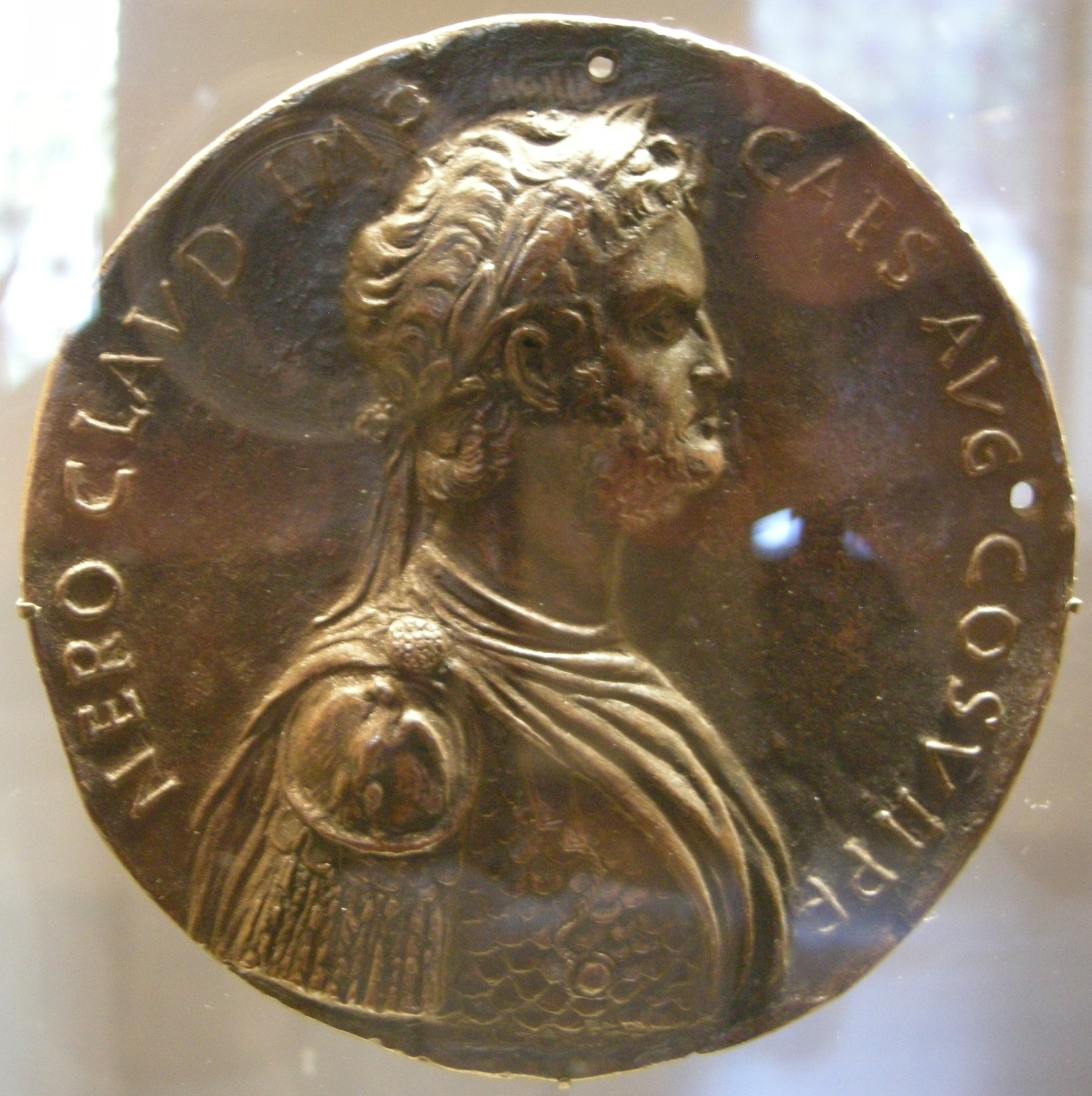
Император Нерон. Медаль. 1475—1500. Бронза
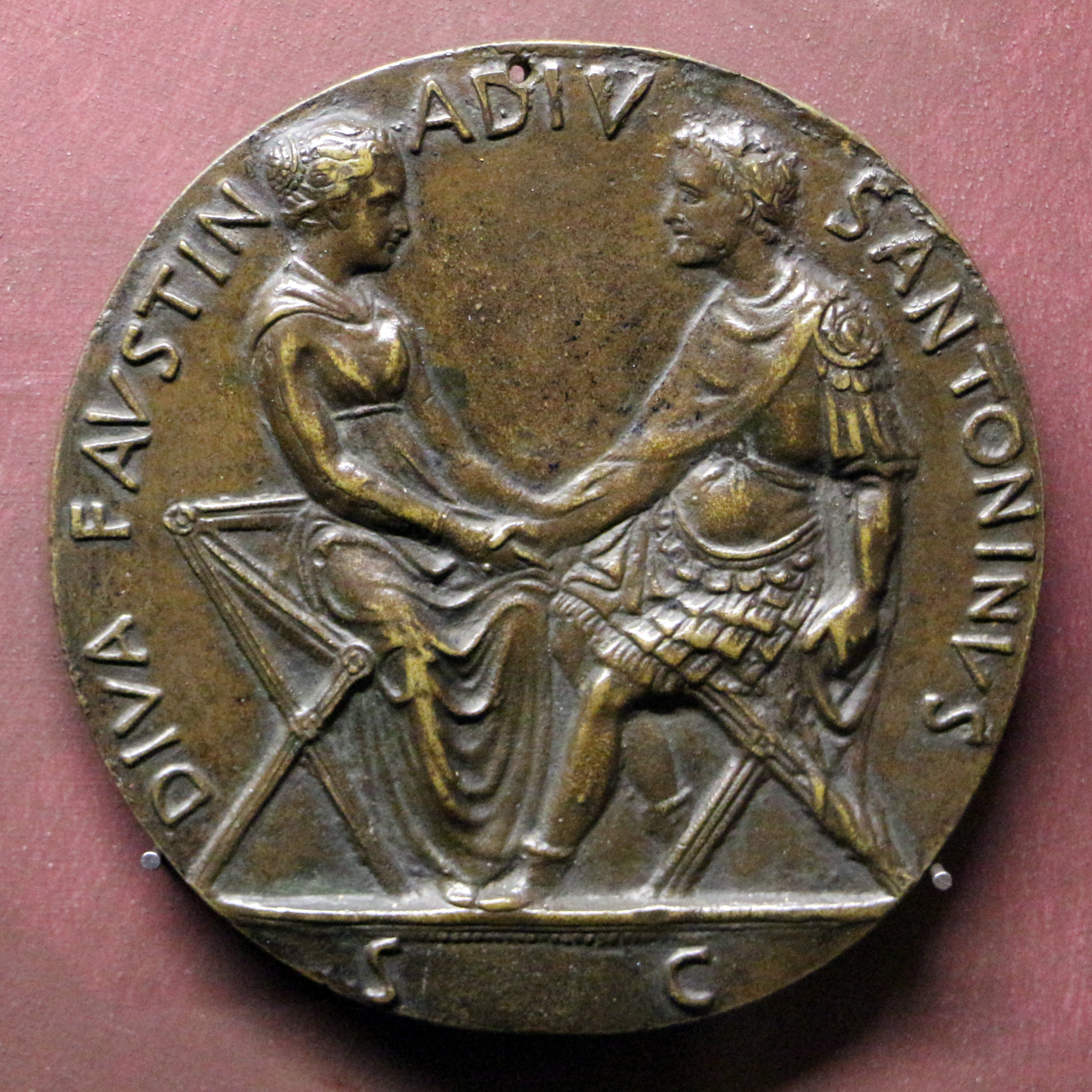
Антонин и Фаустина. Медаль. 1445—1449. Бронза
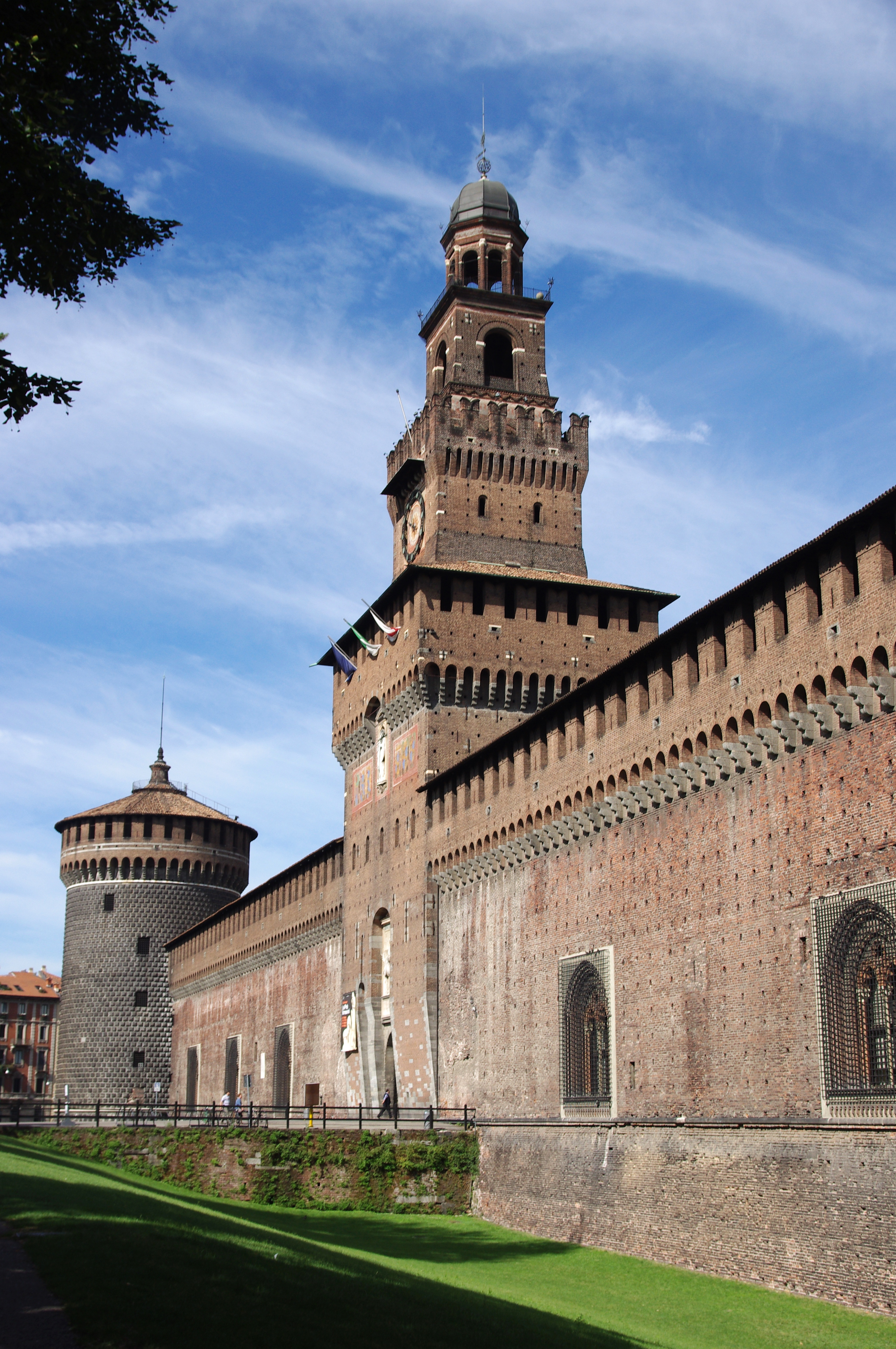
Башня Филарете. Кастелло Сфорцеско, Милан
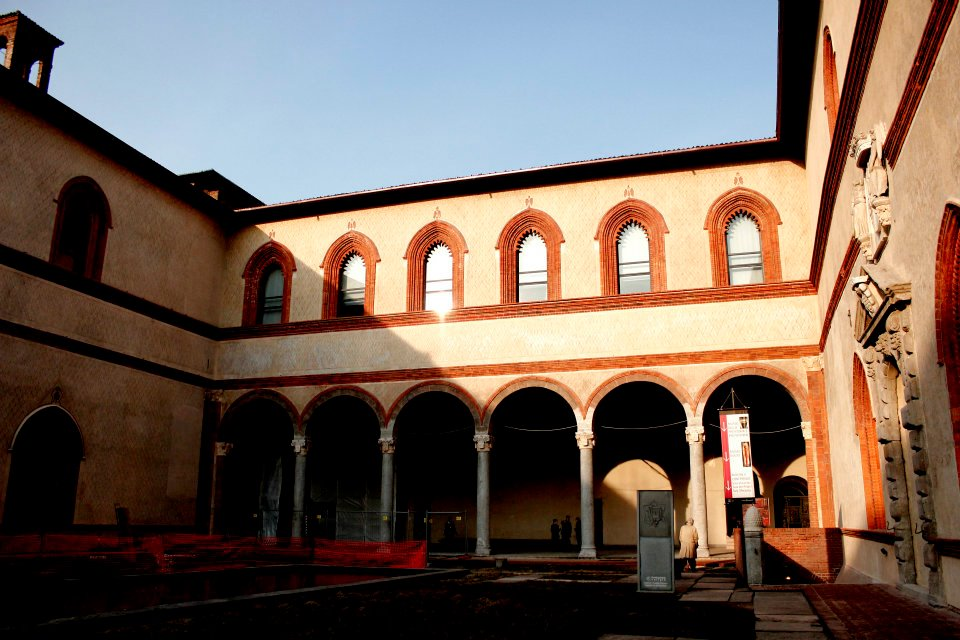
Кастелло Сфорцеско. Двор
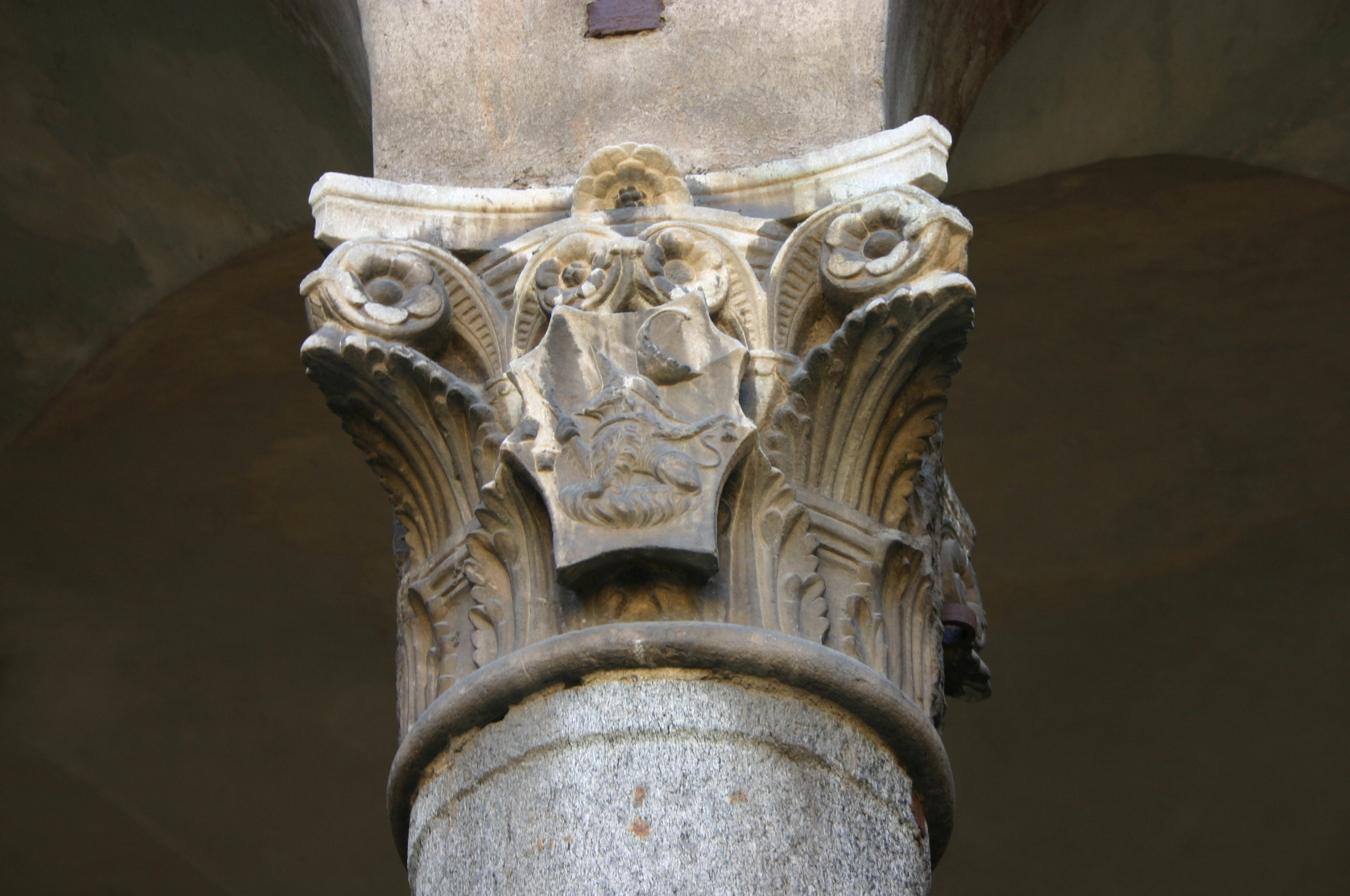
Кастелло Сфорцеско, Двор. Капитель
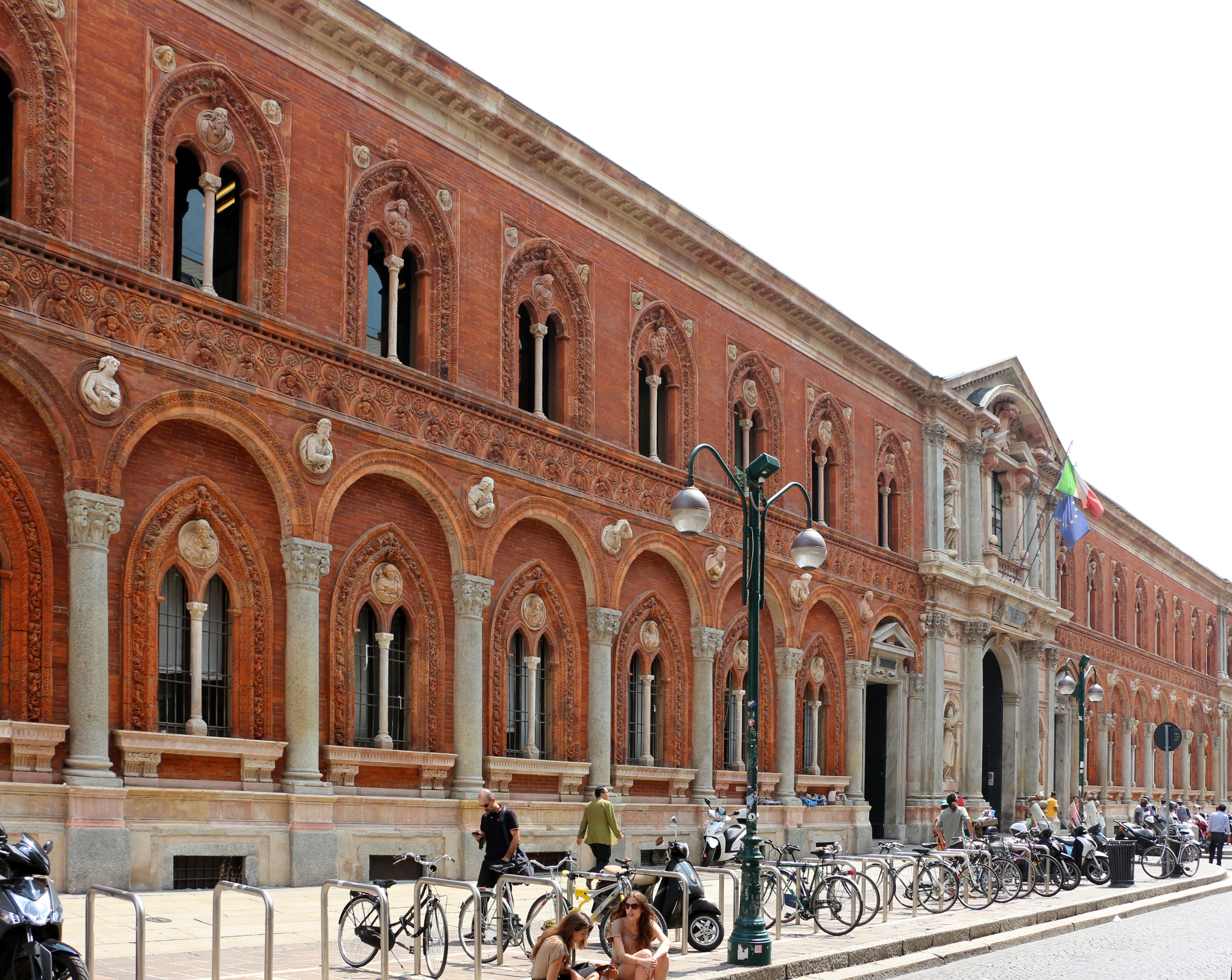
Оспедале Маджоре. 1457—1465. Милан (ныне здание Миланского университета)
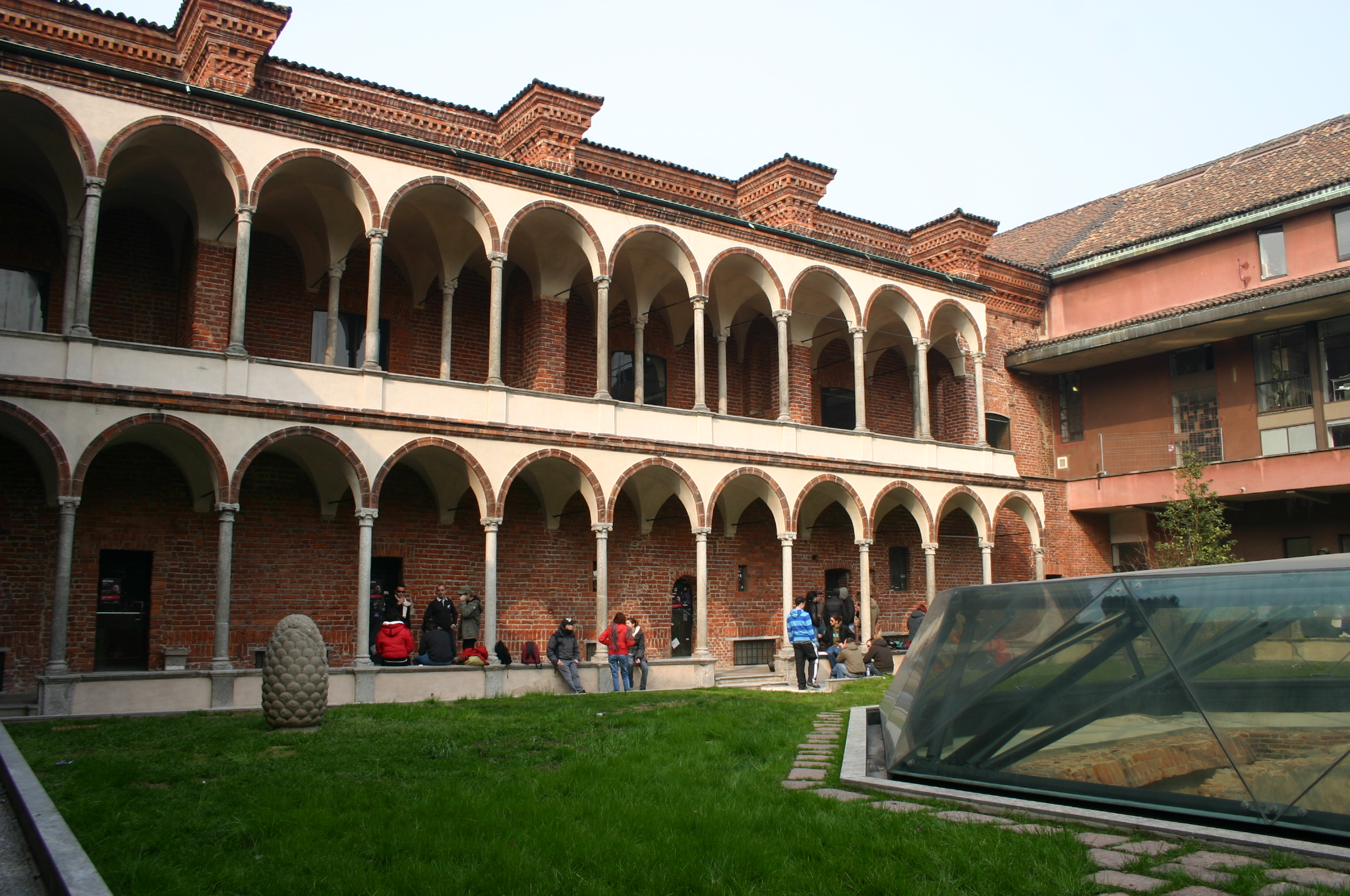
Кьостро Оспедале Маджоре. 1457—1465. Милан

## Сочинения
- Филарете (Антонио Аверлино). Трактат об архитектуре. / Пер. и прим. В. Л. Глазычева. — М.: «Русский университет», 1999. — 448 с.